# Haishiwan
Haishiwan (kinesiska: 海石湾) är en köping i nordvästra Kina. Det ligger i Honggu härad i provinshuvudstaden Lanzhou i provinsen Gansu, omkring 91 kilometer väster om centrala Lanzhou. Antalet invånare är 54 936. Befolkningen består av 26 955 kvinnor och 27 981 män. Barn under 15 år utgör 14,0 %, vuxna 15-64 år 77 %, och äldre över 65 år 7,0 %.